# Кожар-Яндоба
Кожа́р-Яндоба́  (чув. Кушар Юнтапа) — деревня в Вурнарском районе Чувашской Республики России. Входит в состав Ермошкинского территориального отдела Вурнарского муниципального округа.
Находится между деревнями Ойкас-Яндоба, Хорапыр, на левом берегу реки Большой Цивиль, недалеко от автодороги 97К-001 Вурнары — Калинино — Чебоксары.
В деревне действует СХПК «Юнтапа», которое занимается выращиванием сельскохозяйственных культур.
Животноводство остаётся ведущей отраслью деревни. В хозяйствах выращивают крупный рогатый скот, свиней, овец, птиц.

## География
Находится в центральной части Чувашии, на расстоянии приблизительно 21 км на север по прямой от районного центра поселка Вурнары на левом берегу речки Большой Цивиль.

## История
В архивных документах встречается с XVI века как Малая Яндоба(Кожар-Яндоба) как околодок деревни Большая Яндоба (ныне Яндоба) с 15 дворами.
В 1774 — в Кожар-Яндобе были отд. отряды Пугачёва,
в 1841 — нас. Кожар-Яндоба — участники Акрамовских восстаний.
В 1858 году учтено было 308 жителей, в 1906 году 96 дворов и 548 жителей.
В 1926 году было учтено 116 дворов и 526 жителей.

#### Жертвы Сталинских репрессий из деревни Кожар-Яндоба[4]
- Иванова Феодора Ивановна — 1898 г. р. ЧАССР, Траковский р-н, д. Кожар-Яндоба. Осуждена 22 декабря 1937 г. тройкой при НКВД ЧАССР по обвинению как социально-вредный элемент и приговорена к лишению свободы сроком на 5 лет с заключением в исправительно-трудовой лагерь. Реабилитирована 20 ноября 1992 г.. (Архивное дело отсутствует).
- Карпов Петр Иванович — 1884 г. р. ЧАО, Ядринский уезд, д. Кожар-Яндоба Осужден коллегия областной Чрезвычайной комиссии ЧАО 28 апреля 1921 г.. Следствие прекращено. Реабилитирован 27 ноября 1992 г.. (Архивное дело отсутствует).
- Киселев-Иванов Софроний Иванович — 1901 г. р. ЧАССР, Траковский р-н, дер. Кожар-Яндоба. Проживал в ЧАССР, Вурнарский р-н, дер. Кошлауши. Осужден 30 декабря 1937 г. спецтройкой при НКВД ЧАССР по статье: 58 п.10 ч.1 УК РСФСР , вел контрреволюционную деятельность, и приговорен к расстрелу с конфискацией лично ему принадлежащего имущества. Расстрелян 21 июля 1938 г. Реабилитирован за недоказанностью обвинения 22 мая 1957 г.. (Архивное дело: РГУ ГИА ЧР, Ф. 2669, оп.2, д.827, 828 (2896)).
- Кондратьев Ксенофонт Кондратьевич — 1904 г. ЧАО, Ядринский уезд, д. Кожар-Яндоба. Осужден 28 апреля 1921 г. коллегией областной Чрезвычайной комиссии ЧАО и приговорен к отправке в колонию дефективных детей для исправления. Реабилитирован 21 апреля 2000 г. (Архивное дело отсутствует).
- Попов Николай Григорьевич — 1889 г. р. ЧАССР, Траковский р-н, дер. Кожар-Яндоба. Осужден чуваш, единоличник 21 октября 1937 г. спецтройкой при НКВД ЧАССР по обвинению в антисоветской агитации и приговорен к заключению в исправительно-трудовой лагерь сроком на 10 лет. Реабилитирован прокуратурой Чувашской АССР 22 августа 1989 г. (Архивное дело РГУ ГИА ЧР, Ф. 2669, оп.3, д.2600).
- Семенов Трофим Семенович — 1877 г. р. ЧАССР, Траковский р-н, дер. Кожар-Яндоба. Осужден 21 октября 1937 г. спецтройкой при НКВД ЧАССР и приговорен к заключению в исправительно-трудовой лагерь сроком на 10 лет. Обвинение: "Вел антисоветскую агитацию. " Реабилитирован 16 октября 1989 г. (Архивное дело: РГУ ГИА ЧР, Ф. 2669, оп.2, д.4339, 4340 (1323)).
- Смирнов Леонтий Игнатьевич — 1899 г. р. ЧАССР, Траковский р-н, дер. Кожар-Яндоба. Осужден 21 октября 1937 г. спецтройкой при НКВД ЧАССР и приговорен к заключению в исправительно-трудовой лагерь сроком на 10 лет. Обвинение: "Вел антисоветскую агитацию. " Реабилитирован за отсутствием в его действиях состава преступления 16 сентября 1988 г.. (Архивное дело отсутствует).
- Терентьев Герман Терентьевич ( Мясников Герман Мясникович ) — 1884 г. р. ЧАО, Ядринский уезд, д. Кожар-Яндоба. Осужден 28 апреля 1921 г. коллегией областной Чрезвычайной комиссии ЧАО и обвинен вне закона , приняты меры к розыску. Найден и приговорен всероссийской чрезвычайной комиссией к расстрелу 22 сентября 1921 г.. Реабилитирован 21 апреля 2000 г. (Архивное дело отсутствует).
- Шашмарин Гордей Павлович — 1885 г. р. ЧАССР, Калининский р-н, дер. Кожар-Яндоба. Осужден колхозник колхоза им. Кагановича 14 мая 1942 г. судебной коллегией по уголовным делам Верховного Суда ЧАССР по статье 58 п.10 ч.2 УК РСФСР (Клеветал на колхозное строительство, проводил антисоветскую агитацию.) и приговорен к лишению свободы сроком на 8 лет, с поражением в избирательных правах после отбытия наказания на 5 лет с конфискацией доли имущества. Зачесть предварительное заключение с 19.01.1942 г.. Реабилитирован прокуратурой Чувашской Республики 29 мая 1992 г. (Высказывания Шашмарина не образуют состава преступления.) (Архивное дело: РГУ ГИА ЧР, Ф. 2669, оп.2, д.5382, 5383 (1869)).
- Шестаков Лаврентий Николаевич — 1880 г. р. ЧАССР, Вурнарский р-н, дер. Кожар-Яндоба. Осужден 21 октября 1937 г.спецтройкой при НКВД ЧАССР по обвинению в антисоветской агитации , угрозах колхозникам расправой за раскулачивание. Приговорен к заключению в исправительно-трудовой лагерь сроком на десять лет. Реабилитирован 29 сентября 1989 г.. (Архивное дело: РГУ ГИА ЧР, Ф. 2669, оп.2, д.5410, 5411 (1257)).

В 1930 году был образован колхоз «Каганович»,
В 1939 было отмечено 635 жителей, в 1979—427.
В феврале 1990 года образован СХПК «Яндобинский» куда вошли деревни Ойкас-Яндоба,Кожар-Яндоба и Хорапыр.
С 20 июня 1990 года центр Кожар-Яндобинского сельсовета Вурнарского района.
С 1992 года деревня центр Кожар-Яндобинскуой сельскую администрации.
Сельскохозяйственный производственный кооператив «ЮНТАПА» (правопреемник СХПК «Яндобинский») — образован отделением от колхоза «Гвардеец». Объединяет нас. пункты: Хорапыр, Кожар-Яндоба, Ойкас-Яндоба. После 43 лет совместной работы 28.02.1990 к-з «Гвардеец» разделен на 2 к-за: «Гвардеец» и «Яндобинский» (Хорапыр, К.Яндоба, О.Яндоба) по старым границам. 21.04.2000 реорганизован в СХПК «Яндобинский».
С 17.02.2001 года правопреемником СХПК «Яндобинский» стала СХПК «Юнтапа»..
В 2002 году был 101 двор, в 2010 — 88 домохозяйств.
На 01.01.2004 общая площадь обрабатываемых земель составляла 1698 га, в том числе с.х. угодий — 1582 га, пашни — 1232 га, сенокосы — 142 га, пастбища — 208 га, леса — 40 га. Число работников, занятых на сельхозпроизводстве, — 126 чел. Имелись 3 полевых бригады, 2 животноводческие фермы: МТФ (Крупный рогатый скот — 819 гол., в том числе коров — 200 гол.), конный двор (46 гол.); 8 автомобилей, 15 тракторов, 5 зерн. комбайнов, реммастерская, гараж. В 2003 урожайность зерновых составила 14.8 ц (в 2001 — 24,5 ц), картофеля — 143 ц, корм. свеклы — 395,5 ц, овощей — 215 ц, надои молока от коровы — 6200 кг. Основные направление деятельности: производство зерна, картофеля, молока и мяса Крупного рогатого скота.. Деревня газифицирована, проложен водопровод. Дороги между деревнями заасфальтированы. — 6,8 км.

## Население
Постоянное население составляло 260 человек (чуваши 98 %) в 2002 году, 194 в 2010.